# أكرض نتسوكت (إداو مساطوك)
أكرض نتسوكت هو دُوَّار يقع بجماعة تيڭوڭة، إقليم تارودانت، جهة سوس ماسة في المملكة المغربية. ينتمي الدوّار لمشيخة إداو مساطوك التي تضم 24 دوار. يقدر عدد سكانه بـ 81 نسمة حسب الإحصاء الرسمي للسكان والسكنى لسنة 2004.

## روابط خارجية
- البوابة الوطنية للجماعات الترابية
- المندوبية السامية للتخطيط